# حديقة السبكي
حديقة السبكي (حديقة زنوبيا), هي حديقة عامة في مدينة دمشق، تقع في منطقة الشعلان متوسطةً عدد من الأحياء الراقية في المدينة هي أبورمانة والروضة، وهي قريبة من المناطق الحيوية في المدينة حيث يحيط بها عدد من المدارس وتبعد مسيرة 15 دقيقة على الأقدام عن جسر الرئيس.

## التسمية
رسميًا تحمل الحديقة اسم حديقة زنوبيا إلا أن الاسم المتعارف عليه بين العامة هو حديقة السبكي  وسميت الحديقة بهذا الاسم نسبة إلى شيخ الإسلام تقي الدين السبكي الذي قضى 17 عامًا من عمره في دمشق لحبه الشديد للمدينة، يذكر في أحد كتبه انه اتخذ لنفسه بستانًا من بساتين دمشق الغناء المعروفة بروعة بساتينها، وسمي هذا البستان بستان (قاضي القضاة) وبعد ذلك بستان السبكي والذي تحول بدوره إلى حديقة السبكي وهو الاسم المتعارف عليه اليوم.

## الموقع والمساحة
تقع الحديقة في قلب دمشق في منطقة الشعلان على مساحة تبلغ 20 دونمًا (20000 متر مربع), تبلغ المساحة الخضراء فيها 14500متر مربع، تضم الحديقة أيضًا ملعبًا للأطفال مساحته 600 متر مربع ويوجد بها بحيرة مساحتها 550 مترًا مربعًا بالإضافة إلى الممرات التي تصل مساحتها إلى 1500 متر مربع.
موقعها المميز بالإضافة إلى المساحات الخضراء والأشجار المعمرة يجعلها وجهةً للزوار من أهل المناطق المحيطة، حيث تعتبر ملتقى لكبار السن ومتنفسًا لهم، بالإضافة للشباب وطلبة المدارس القريبة منها بكل الأوقات بالإضافة إلى الفعاليات الأهلية التي تجري فيها.

## إعادة التأهيل
تعرضت الحديقة إلى الإهمال والخراب في سنوات الحرب السورية, وتم تقديم عدة مشاريع لإعادة تأهيلها, تمت إعادة تأهيل الحديقة من قبل محافظة دمشق وبمشاركة عدد من المنظمات الشعبية والجمعيات الأهلية وتم إحداث مركز لخدمة المواطن، التأهيل تم بشكل يراعي الطراز الجمالي المميز للحديقة ويحافظ على الأشجار المعمرة فيها بالإضافة إلى زيادة المساحة الخضراء، تم الافتتاح ضمن فعاليات اليوم الوطني للبيئة.

## وصلات خارجية
- صورة حديقة السبكي في الخمسينات
- الحدائق في دمشق